# فريسكو (كولورادو)
فريسكو (بالإنجليزية: Frisco, Colorado)‏ هي بلدة تقع في مقاطعة سميت، كولورادو بولاية كولورادو في الولايات المتحدة. تبلغ مساحتها 4.5 (كم²)، وترتفع عن سطح البحر 2766 م، بلغ عدد سكانها 2683 نسمة في عام 2010 حسب إحصاء مكتب تعداد الولايات المتحدة وتصل الكثافة السكانية فيها 623.9 نسمة/كم2.

## وصلات خارجية
- Town of Frisco
- The US50 - Cities and Towns in Colorado State
- Colorado Cities and Towns, Facts, Map, Flag, Colleges, Government, and More